# Staurotheca dichotoma
Staurotheca dichotoma är en nässeldjursart som beskrevs av George James Allman 1888. Staurotheca dichotoma ingår i släktet Staurotheca och familjen Syntheciidae. Inga underarter finns listade i Catalogue of Life.